# Sark
A ilha de Sark é uma ilha pertencente ao grupo de Ilhas do Canal que pertence administrativamente ao bailiado de Guernesey. Possui 6,40 km² e uma população de 610 habitantes (2002). A população fala o inglês ou um dialeto normando (sercquiais ou sark-francês). É considerado o último território europeu com um sistema feudalista, alvo de discussão política em 2008.

## Perfil
Não são permitidos carros, os únicos meios de transportes são veículos conduzidos por cavalos, bicicletas, tratores. A ilha está dividida em duas partes: Little Sark e Greater Sark. Elas estão reunidas por um istmo chamado La Coupée.  À ilha de Sark pertence Brecqhou, uma ilha privada que não está aberta a visitantes.

## História
Se bem que existissem comunidades monásticas na Idade Média, a verdade é que a ilha estava desabitada no século XVI e era usada como base para ataques de piratas.
Em 1565, a Rainha Isabel I a concedeu como feudo ao nobre Hellier de Carteret, para ele a povoar com 40 famílias e proteger dos piratas.

### Eleições de 2008
Em Dezembro de 2008 os cerca de 500 eleitores, elegeram pela primeira vez os 28 membros do novo Parlamento.
De um lado estavam os irmãos Barclay, que vivem num castelo privado no rochedo de Brecqhou, ainda mais pequeno que Sark e a poucos metros desta. Os gémeos multi-milionários, David e Frederik, donos da cadeia de hotéis de luxo Ritz e do jornal The Telegraph, chegaram a Sark no início dos anos 90, compraram hotéis e fizeram investimentos. Os seus partidários queriam trazer a modernidade à ilha onde os carros são proibidos e não existe iluminação nas ruas. Do outro lado, estavam os apoiantes do Senhor, que se opunham aos planos dos Barclay e seus partidários, porque querem manter a tradição de Sark, o seu modo de vida e o seu isolamento.
Na eleição, venceram os defensores da tradição. Os derrotados irmãos Barclay - apenas foram eleitos cinco deputados reformistas - anunciaram que abandonarão os seus negócios e planos para Sark e ficarão refugiados no seu castelo vizinho.

## Política
Sark é muitas vezes considerado como o último estado feudal da Europa. O Senhor de Sark está à cabeça do governo feudal de Sark. Muitas das leis, particularmente relacionadas  com o papel do Senhor de Sark ainda não foram alteradas desde o reinado da rainha Isabel I de Inglaterra (1565). Contudo a constituição da ilha de Sark tem sido democratizada, sobretudo desde a morte de Sybil Hathaway, a Dama de Sark. Mais poderes têm sido dados aos membros eleitos da legislatura, o Chief Pleas. O atual Seigneur (Senhor) de Sark é Christopher Beaumont, filho de John Michael Beaumont, que permaneceu no cargo durante 42 anos.
- Hellier de Carteret (1563-1578)
- Philippe de Carteret I (1578-1594)
- Philippe de Carteret II (1594-1643)
- Philippe de Carteret III (1643-1663)
- Philippe de Carteret IV (1663-1693)
- Charles de Carteret (1693-1715)
- John Carteret (1715-1720)
- John Johnson (1720-1723)
- James Milner (1723-1730)
- Susanne le Pelley (1730-1733)
- Nicolas le Pelley (1733-1742)
- Daniel le Pelley (1742-1752)
- Pierre le Pelley I (1752-1778)
- Pierre le Pelley II (1778-1820)
- Pierre le Pelley III (1820-1839)
- Ernest le Pelley (1839-1849)
- Pierre Carey le Pelley (1849-1852)
- Marie Collings (1852-1853)
- William Thomas Collings (1853-1882)
- William Frederick Collings (1882-1927)
- Sybil Mary Hathaway (1927-1940 e 1945-1974)
- John Michael Beaumont (1974-2016)
- Christopher Beaumont (2016-atualmente)

## Sark na mídia

### Música
A cantora irlandesa Enya lançou em 2015 um álbum inspirado na ilha de Sark chamado Dark Sky Island. Algumas músicas do álbum, como a faixa título, exploram as estrelas, céu e natureza da região.